# Motorik
Motorik é um termo cunhado pelos jornalistas alemães para descrever a  batida em tempo 4/4 freqüentemente utilizada pelas bandas de Krautrock da Alemanha nos anos 60 e 70,  como Faust, Neu! e Kraftwerk, posteriormente utilizado também por outros músicos como Stereolab, Devo, David Bowie e Midge Ure. O jornalista e critico musical Simon Reynolds chegou a descreve-lo como "as vezes monótono e não-expressivo pulso", pelo fato de se repetir em algumas composições de vários minutos com a regularidade de um metrônomo.
A palavra "Motorik" significa "habilidade motora" em Alemão. Durante a promoção de re-lançamento em catálogo do CD oficial do Neu!, Klaus Dinger, ex-baterista do Neu!, afirmou usar o nome "Apache beat" para descreve-lo.
Exemplos da batida motorik são encontrados nas músicas: "Hallogallo" e "Hero" do Neu!; Emperor Tomato Ketchup e "Metronomic Underground" do Stereolab; e, "Astradyne", faixa instrumental que abre o álbum Vienna do Ultravox.
Praticamente todo o material do álbum Autobahn do Kraftwerk, produzido por Conny Plank, utiliza o motorik, inclusive o próprio nome do álbum se refere ao ato mecânico de dirigir em uma auto estrada alemã (Autobahn), o que seria comparado a batida "mecanizada" do motorik.
A influência  da banda Velvet Underground sobre o Krautrock é freqüentemente mencionada, a bateria de Maureen Tucker já foi especificamente caracterizada como "proto-motorik".